# Посидип Пелски
 Тази статия е за поета от Пела.  За поета от Касандрия вижте Посидип Касандрийски.  
Посидип Пелски или Посидип от Пела (на старогръцки: Ποσείδιππος ο Πελλαίος) е древномакедонски поет, автор на епиграми. Роден е в 310 година пр. Хр. в Пела, столицата на Древна Македония. След това живее на остров Самос и накрая се установява в Александрия.
В Палатинската антология са поместени 23 от поемите на Посидип. На базата на тези му творби, до 2001 година се смята, че Посидип пише основно за пиене и любов. В 2001 година е открит Миланският папирус, който съдържа поеми на Посидип, посветени и на други теми. Голямото ново литературно откритие, Миланският папирус, намерен в обвивката на мумия и публикуван през 2001 година, показва също така голямото уважение, което поетът Посидип Пелски изпитва към „божествените песни“ на Сафо.

## Издания
- Posidippus' Milan Papyrus poetry book: Greek text Архив на оригинала от 2010-07-03 в Wayback Machine. and English translation Архив на оригинала от 2010-07-03 в Wayback Machine. (PDF) by various hands (CHS)
- Bastianini G. – Gallazzi C. (edd.), Papiri dell’Università di Milano – Posidippo di Pella. Epigrammi, LED Edizioni Universitarie, Milano, 2001, ISBN 88-7916-165-2
- Austin C. – Bastianini G. (edd.), Posidippi Pellaei quae supersunt omnia, LED Edizioni Universitarie, Milano, 2002, ISBN 88-7916-193-8